# Neochanna heleios
Neochanna heleios is een straalvinnige vissensoort uit de familie van de snoekforellen (Galaxiidae). De wetenschappelijke naam van de soort is voor het eerst geldig gepubliceerd in 2001 door Ling & Gleeson.